# Iskivți, Lohvîțea
Iskivți (în ucraineană Ісківці) este localitatea de reședință a comunei Iskivți din raionul Lohvîțea, regiunea Poltava, Ucraina.

## Demografie
Componența lingvistică a localității Iskivți
     Ucraineană (97,04%)
     Rusă (2,55%)
     Alte limbi (0,27%)
Conform recensământului din 2001, majoritatea populației localității Iskivți era vorbitoare de ucraineană (97,04%), existând în minoritate și vorbitori de rusă (2,55%).